# الخاطبة (لوحة)
الخاطَبة (بالهولندية: De koppelaarster) هي لوحة زيتية من القرن السابع عشر بريشة رسام العصر الذهبي الهولندي يوهانس فيرمير رسمها سنة 1656 عندما كان في سن 24. يتم الاحتفاظ بها في معرض الاساتذة القداماء في درسدن. تعتبر اللوحة الأولى للفنان على الأسلوب النوعي، بحيث تُظهر اللوحة مشهدًا من الحياة المعاصرة، ربما في بيت دعارة. المشهد يختلف عن مشاهده التوراتية والأسطورية السابقة. تعتبر اللوحة واحدة من ثلاث لوحات فقط وقعها وأرخها فيرمير (الاثنان الآخران هما الفلكي والجغرافي). في عام 1696 ، بيعت اللوحة في مزاد أمستردام، تحت اسم "مجموعة مرح في غرفة". المرأة التي ترتدي الأسود، «في زي راهبة»،  يمكن أن تكون «القوادة»، والرجل الموجود على يسارها «الذي يرتدي كنزة حمراء» هو «العميل»، بينما الرجل الموجود على يمينها، «الذي يرتدي قبعة سوداء ودبلية بأكمام مفتوحة»،  تم التعرف عليه كصورة ذاتية للفنان فيرمير نفسه. بسبب التشابه مع نفس النموذج للوحة «فن الرسم» لفيرمير. يلعب فيرمير في اللوحة دور «الموسيقي»، بتوظيف من السيدة.

## الوصف
في أوائل العقد الأول من القرن الحادي والعشرين، جعلت عملية ترميم اللوحة مساحة الخلفية أكثر قابلية للقراءة والتفسير. من المحتمل أن يكون المشهد قد صور في الطابق الأرضي من حانة، حيث تفتح مساحت اللوحة على غرفة خلف الشكل الموجود على اليسار (فيرمير)، ومصدر الإضاءة ربما يكون مدفأة. تقف الخاطبة أمام عمود، بينما رسم الحبيبان أمام جدار رمادي. توجد الأشكال أمام منضدة، وهي نفسها أمام درابزين يرتفع إلى نصف اللوحة، وتتدلى عليها سجادة كبيرة مغطاة من اليسار بعباءة سوداء.

### الشخصية على اليسار

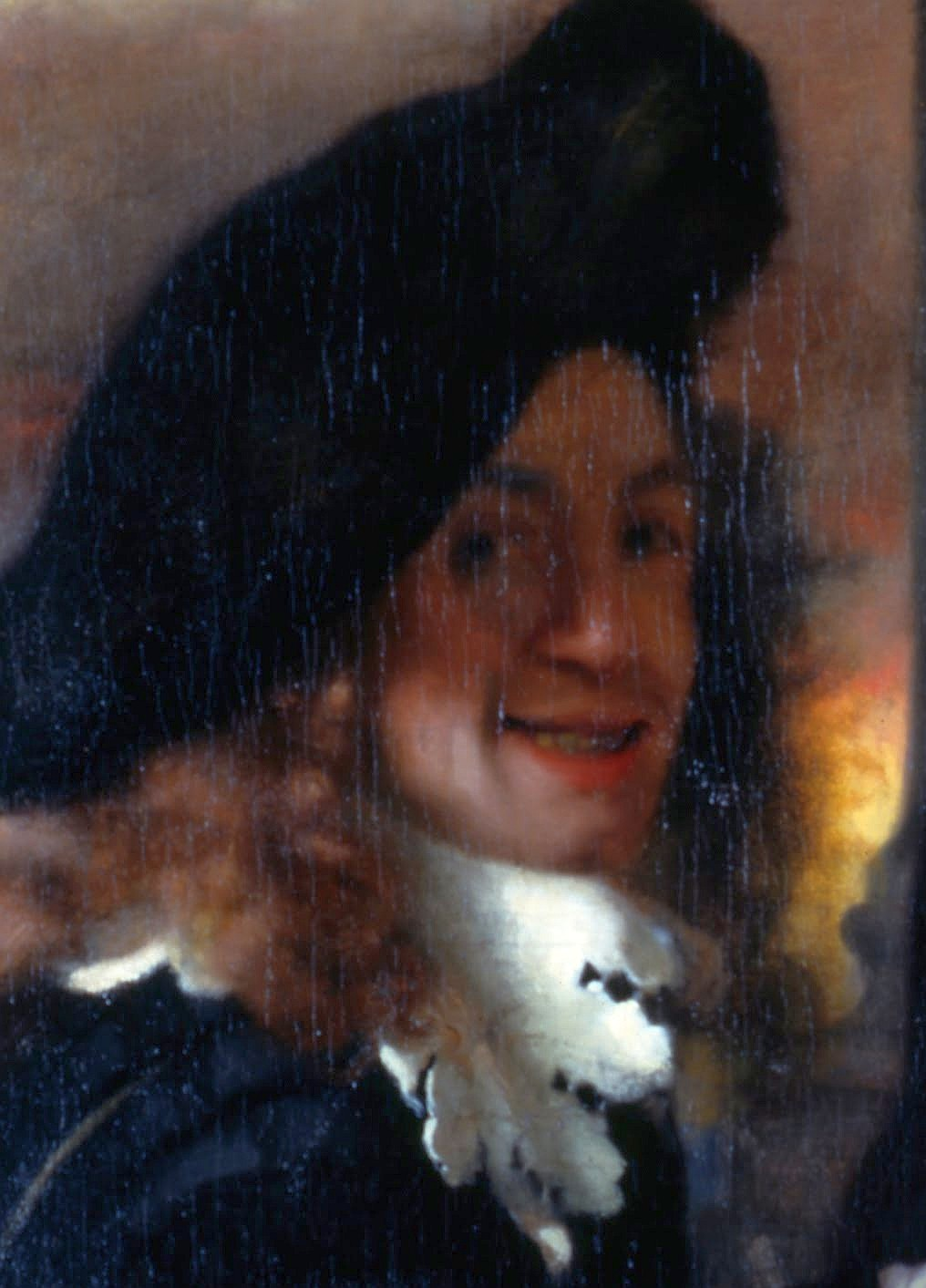
تفاصيل الشخصية الموجودة على اليسار ، الصورة الذاتية المحتملة ليوهانس فيرمير.

الشخص الموجود على اليسار يحمل بيده اليمنى قيثار وكأس نبيذ في اليسار. إنه شارب كارافاجيسك المرح النموذجي، ويحظى بشعبية كبيرة في المشاهد اللوبانية للقوافل في أوتريخت. وجهه الضاحك في ظل قبعته السوداء الكبيرة والمظهر الذي يلقاه المشاهد وهو يتجه نحوه يجعل الأخير الشريك غير المرئي في الصفقة النقدية التي تجري أمام عينيه.

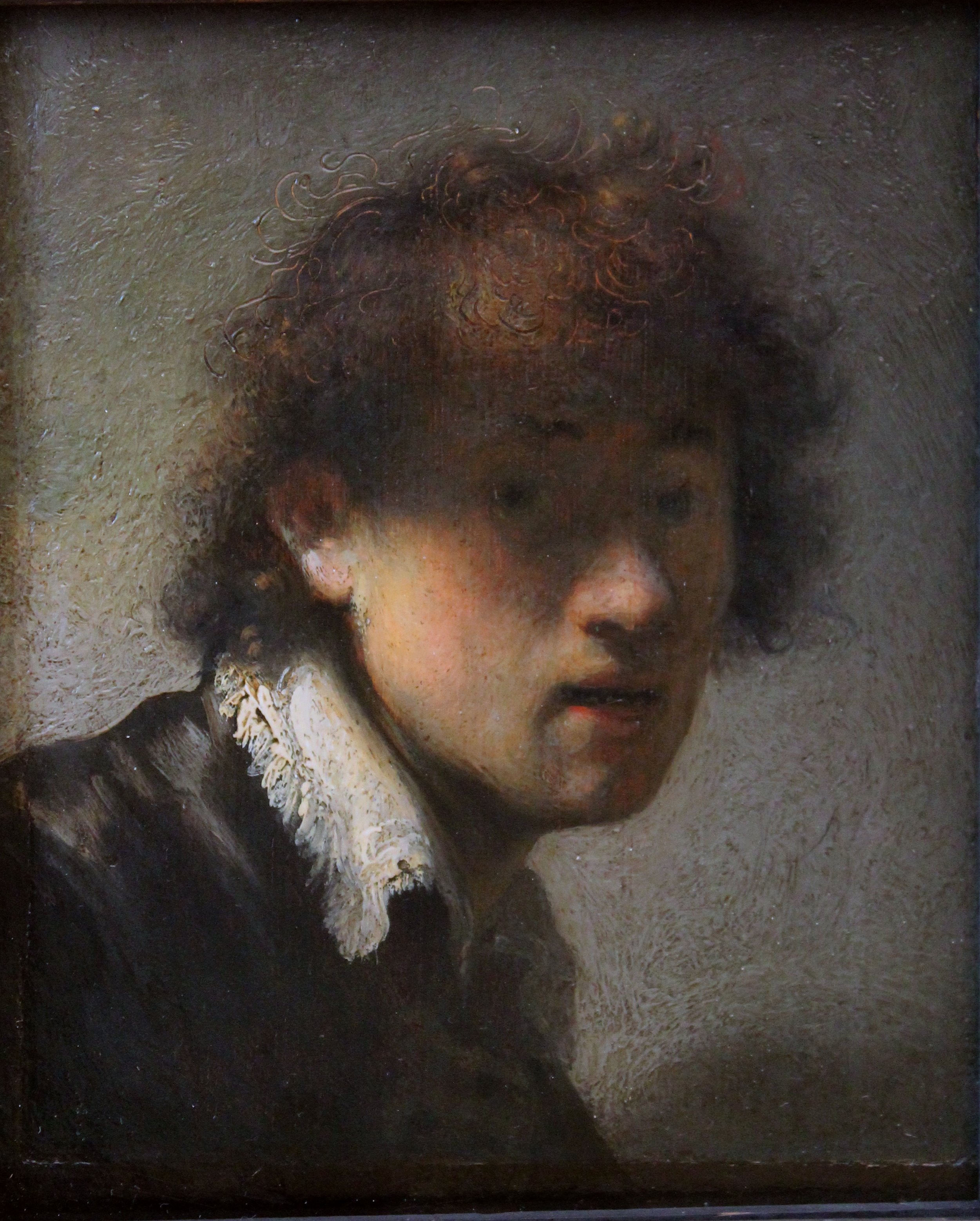
رامبرانت ، بورتريه ذاتي، 1629 ، ميونيخ ، ألتي بيناكوتيك.

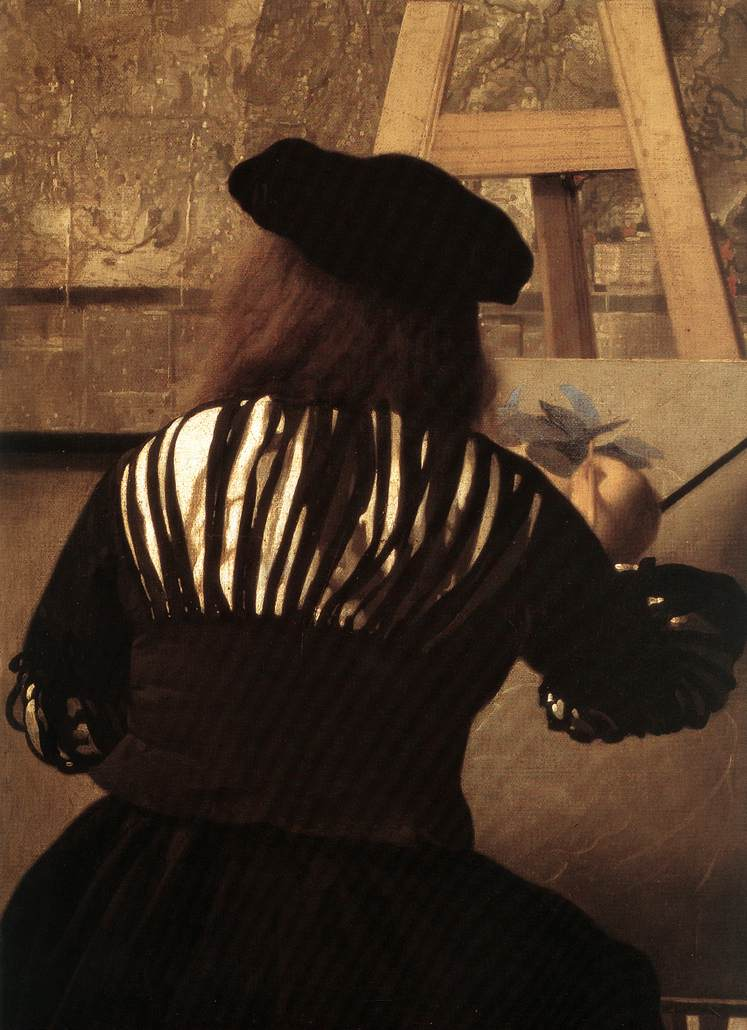
التفاصيل من لوحة فن الرسم يوهانس فيرمير من الخلف، حوالي 1666 ، فيينا ، متحف تاريخ الفن

يرتدي بدلة عصرية من ثلاثينيات القرن السادس عشر، والتي تم إهمالها إلى حد كبير في عام 1656 ، لكنها استمرت في اللوحات الداخلية الهولندية حتى ستينيات القرن السادس عشر، مما يشير إلى أن فيرمير اعتمد على المصادر التصويرية أكثر من كونها واقعية. يرتدي كذلك طوق أبيض (القلادة الفلمنكية ذات المسافات الواسعة)، والتي تظهر على سبيل المثال في صورة شخصية لرامبرانت مؤرخة عام 1629 ، كما تمت مقارنة الزي الأسود بأكمام مقطوعة بزي الرسام في لوحته «فن الرسم».
تعتبر هذه الشخصية أيضًا بشكل عام صورة ذاتية لفيرمير، حيث تقدم مجموعة من الأدلة المتوافقة. بادئ ذي بدء، فإن الشخصية لها أوجه تشابه مع صورة رامبرانت الذاتية لعام 1629. علاوة على ذلك، فإن المشاهد الهولندية لـ «الشركات المرحة»، لا سيما التي توضح حكاية الابن الضال، ظهرت تقليديًا في القرن السابع عشر لصورة ذاتية للفنان، يوضح والتر ليدتك أن الوضعية الثابتة إلى حد ما للشخصية، لا يتوافق مع بقية التكوين، كما لو تم إدخاله في مشهد غريب جزئيًا عنها، كذلك يمكن أن تشير إلى صورة منسوخة في مرآة. يتذكر لهذه الغاية أن فيرمير كان أعسرًا: وهذا من شأنه أن يبرر حقيقة أن اليد اليسرى للشخصية في اللوحة - في صورة مقلوبة للواقع - تمسك بالزجاج، بينما اليمنى - في الواقع، يسار الرسام، وبالتالي التعامل مع الفرشاة - يتم التعامل معها بدقة أقل.
عنق الآلة الوترية تجعل من الممكن التعرف على ها كقيثارة، وتمييزها عن العود، حتى لو كان جسم الآلة مخفيًا تحت الطاولة. إنها واحدة من أشهر الآلات الموسيقية في منتصف القرن السابع عشر، وغالبًا ما يمثلها فيرمير في لوحاته. يعزو والتر ليدتك إلى شكل هذا المقبض، وإيماءة الشاب الذي يعتنق نفسه، دلالة جنسية واضحة  ، وهو ما يؤكده الزجاج الذي يلوح به. بالنسبة للسائل البني الذي يملأ هذا الزجاج، فهو على الأرجح بيرة، تمامًا كما قد يكون الشريط الرمادي المخضر الفاتح على سطحه هو العنق المزيف. ومع ذلك، كان استهلاك المشروبات الكحولية مرتبطًا بالبغاء، لأن المحظيات كانوا مسؤولات عن جعل عملائهم يشربون أكبر قدر ممكن قبل الانتقال إلى تجارة أكثر جسدية.

### الخاطبة (القوادة)
الخاطبة، خلف الزوجين على اليمين، هي الشريك في الصفقة، تمامًا مثل الشاب على اليسار والمتفرج. وجهها الإنساني مع نقش ملحوظة للغاية يبرز أمام عمود كبير يبدو أنه يخرج من الخلفية، وغطاء رأسها الأسود الكبير الذي يقطع جبهتها بشكل قوس، والابتسامة التي ترتديها، وكذلك نظرتها. يقترح على أقل تقدير من كونها الشخصية الشريرة التي تضع المشهد تحت سلطته.
كشفت الأشعة السينية عن شكل واضح بالقرب من يد الباسلة: من المحتمل أن تكون اليد اليمنى أمامية «للقوادة»، هذا يعني كونها لعبت في البداية دورًا أكثر نشاطًا في الصفقة قبل أن يرميها فيرمير في الظل.

### الشخصية على اليمين
الشاب عى اليمين مرتديًا معطفًا أحمر مع جديلة ذهبية - ربما يكون ضابط من الفرسان  ، وربما معطف جندي  - ويرتدي قبعة رمادية عالية مزينة بشريط أزرق فاتح وريش باللونين الأزرق والأصفر، يشبه الاصفر في رداء الفتاة «العنصر الرئيسي في اللوحة»، في الربع الأيمن العلوي من اللوحة. مع يده اليمنى التي تتقدم بشكل عمودي على الطاولة، هو على وشك إسقاط عملة معدنية في كف الجمال المفتوح، في وسط التكوين، بينما وضع يده اليسرى على صدر هذه الجمال. يبدو أن العيون المنكوبة وتعبير أفواه الشخصيتين يرددان صدى بعضهما البعض.
أظهر الترميم الأخير للوحة أن فيرمير قد غير وضع وجه الفتاة، والذي كان في البداية موجهًا نحو الشاب، وقام بتكبير حجم قبعتها، وبالتالي تعديل جزء الظل الذي يأكل الجزء العلوي من وجهها - والذي هو مضاء أصلاً بضوء مشابه.

### الشابة

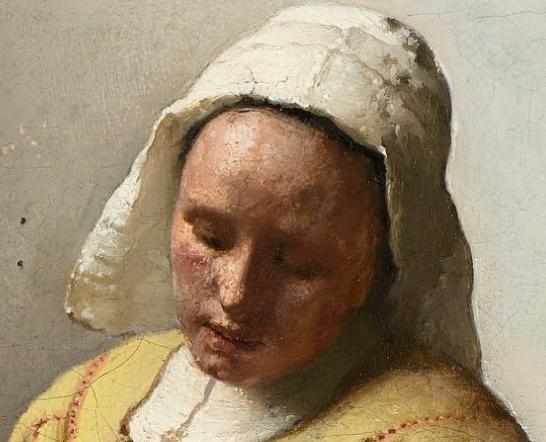
النموذج من لوحة ساقية الحليب يشبه إلى حد كبير النموذج في لوحة الحطابة لفيرمير.

الشابة تمسك قدح زجاجي بيدها اليسرى، ربما يحتوي هلى النبيذ الأبيض، وتمد يدها اليمنى لتاخذ العملة من موكلها - النبيذ والمال لا يتركان شكوكًا حول طبيعة المشهد بالضبط. رأسها مائل قليلاً إلى يسارها، نظرت إلى الأسفل في هذا التبادل، وابتسامة على شفتيها. يبدو أن احمرار خديه يعكسان عاطفة أقل من تأثيرات الكحول.
ومع ذلك، فهي تبدو كخادمة تقبل العروض من زبون مغامر أكثر من كونها عاهرة مغرية، القماش الأبيض على الطاولة، تحت ساعدها الأيمن، هو بالتأكيد مئزرها، مما يشير إلى أنها قد انتهت للتو. اجلس. غطاء رأسها من الدانتيل المنقوش وقميصها الأصفر الليموني لا يخلو من الإعلان والتشبيه عن ملابس «ساقية الحليب».

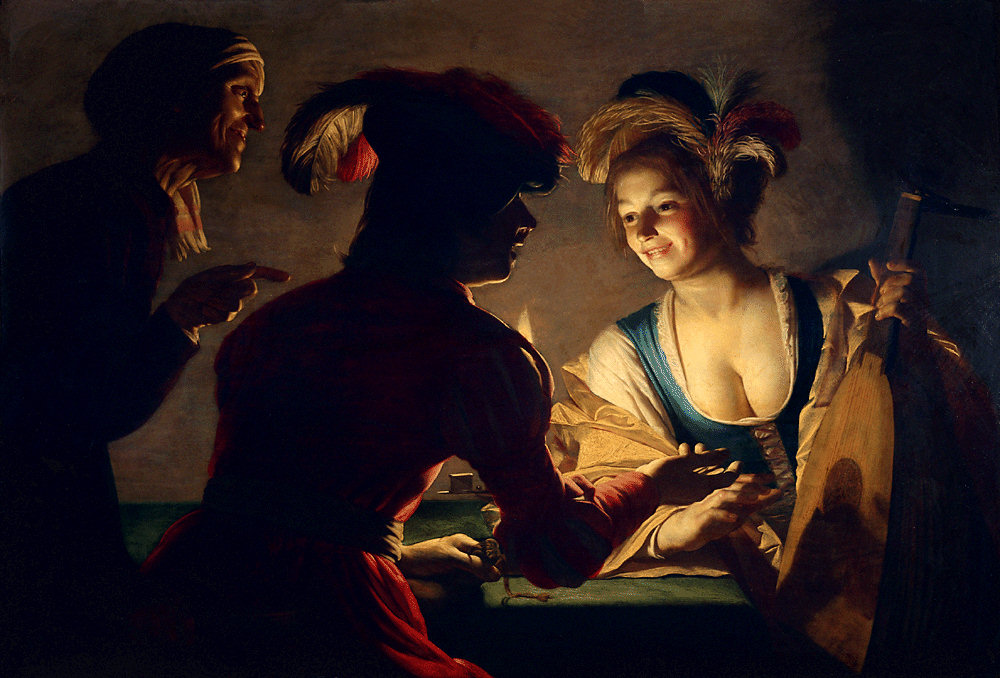
الخطابة بريشة جيرارد فان هونثورستأوتريخت ، المتحف المركزي.

من خلال ضبط النفس النسبي في اختياره للتمثيل، يبتعد فيرمير عن المحظيات التي يمثلها معاصروه - على سبيل المثال، لوحة «الخطابة» بريشة جيريت فان هونثورست - وألاتي يكن ذات وجوه منفتحة وجذابة، بأوضاع وإعدادات استفزازية وغريبة غالبًا.

### الديكور
النصف السفلي من القماش مغطى بسجادة معلقة على درابزين، مما يحجب المقدمة، ويفصل بين مساحة الأشكال - الموجودة أيضًا خلف الطاولة - والمتفرج.
كشفت الأشعة السينية أن السجادة كانت تغطي في الأصل السور بأكمله وأن فيرمير أضاف معطف الفرو الغامق صاحب الأزرار الخمسة البيضاء بعد الانتهاء من اللوحة. لقد تساءل المرء ذات مرة عما إذا كان الأخير ليس من جهة أخرى، لكن نتائج العديد من التحليلات دحضت هذه الفرضية. انتشر البساط الشرقي الملون في القرنين السادس عشر والسابع عشر، وخاصة في تغطية الطاولات والصناديق. تسع لوحات أخرى من عمل فيرمير تتميز بمثل هذه السجاد الثمين؛ تمثل لوحة «الخطابة» نموذجًا مميزًا لسجاد لأوشاك، في غرب تركيا.

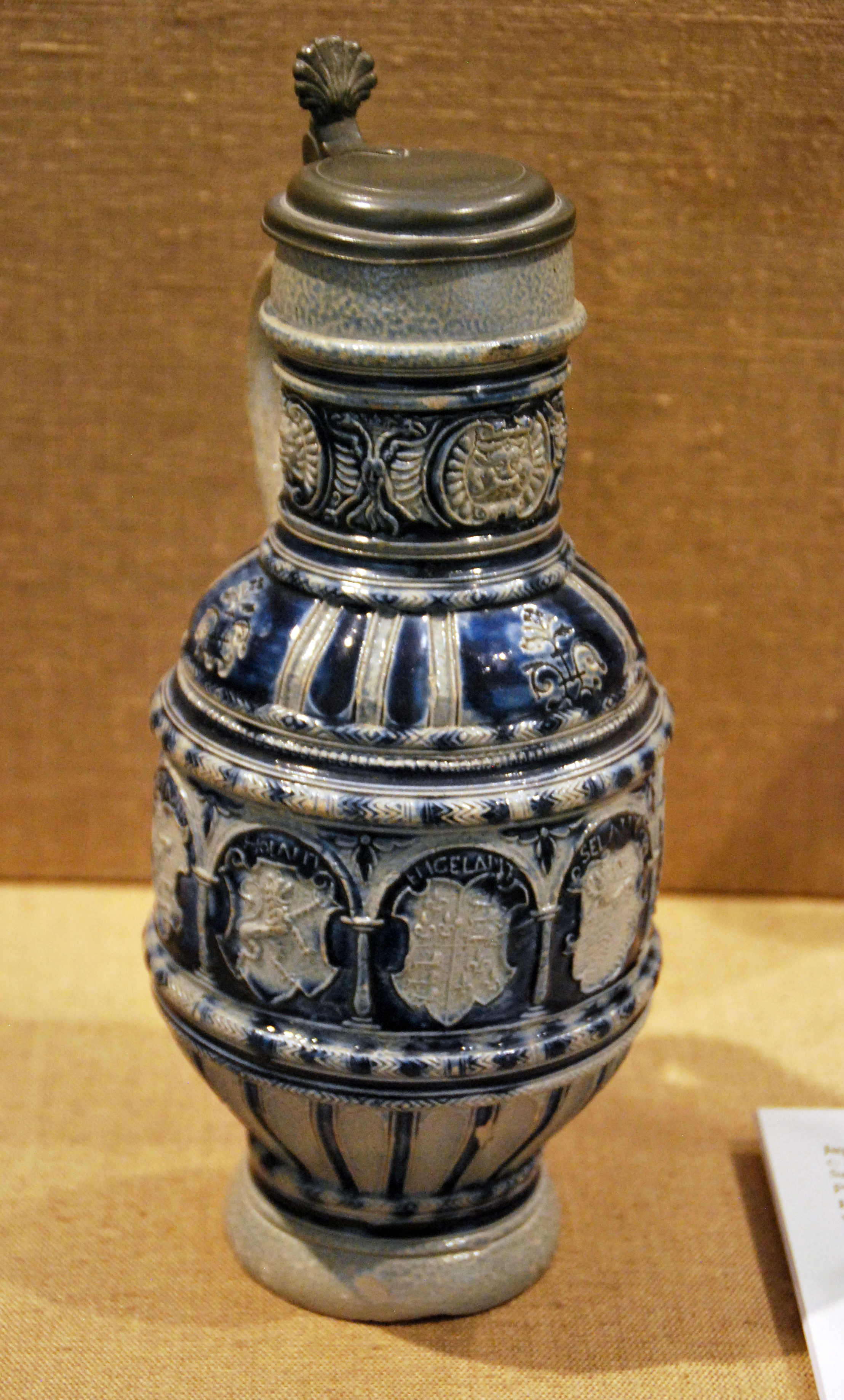
إبريق الفخار من منطقة ويستوود، المانيا.

تم رسم إبريق النبيذ بدقة من قبل فيرمير: لا يزال أثر البوصلة المستخدمة لرسمه مرئيًا في طبقة الطلاء. يمكن أن يكون إبريقًا من أصل ألماني مستورد ويستوود، وهي منطقة تشتهر بالفخار منذ القرن السادس عشر، بسبب مادتها ذات اللون الرمادي الفاتح والأنماط الزرقاء الزاهية - والتي قدمها فيرمير بدقة متناهية في رسم اللازورد.

## الأسلوب
لا يعتبر مؤرخو الفن اللوحة كونها تندرج ضمن أسلوب فيرمير المميز أو طريقة التعبير الخاصة به الموجودة في أشهر لوحاته. في الواقع، يقول مؤرخ الفن بيتر سويلنز في عام 1950 أن اللوحة، إذا كانت بالفعل على يد فيرمير، فهي تشهد بالأحرى على تجربة وخطأ في البحث بطريقة مناسبة من ناحية الفنان. من ناحية أخرى، يعتبر إدوارد تراوتشولدت أن «مزاج فيرمير البالغ من العمر 24 عامًا قد تم الكشف عنه بالكامل لأول مرة في هذا العمل»، ويجعل هذه اللوحة القماشية من عام 1656 نقطة البداية لأسلوبه المعروف الذي أستقر عليهفي نهاية الامر. على سبيل المثال، اكتشفنا هناك لأول مرة، مع السجادة الموضوعة على الدرابزين، الطريقة التي يحجب فيها فيرمير المقدمة ويمنع الوصول المباشر إلى الشخصيات المصورة على القماش، والتي نجدها في سبعة مشاهد أخرى داخلية في لوحاته. إنه أيضًا المشهد الأول للرسام، الذي يظهر فيه الإهمالالمقصود للتمثيل الدقيق للبيئة المحيطة.
لشرح هذا العمل المستوحاة من الكاثوليكية - التي كان فيرمير سيتحول إليها بعد زواجه من كاثرينا بولنز في عام 1652 - يفترض المؤرخ «دانيال أراس» أن هذا الامر هو تكيف الرسام مع زبائن ديلفت، حيث كان عدد الرعاة الكاثوليك أقل بكثير من عدد الهواة البروتستانت لمثل هذه المشاهد.

## المصادر والإلهام

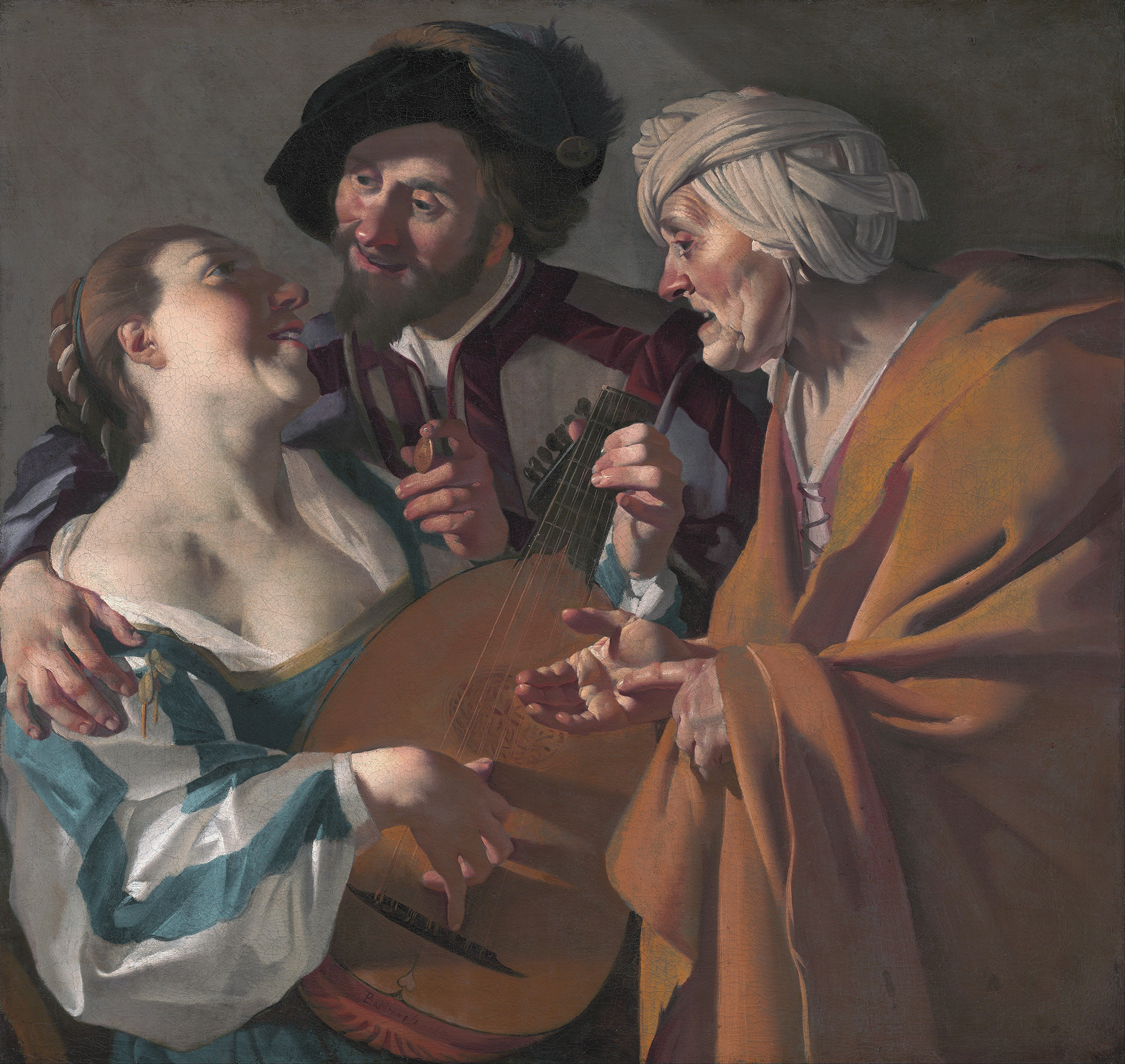
المتقطع بريشة ديرك فان بابورين ، 1622 ، بوسطن ، متحف الفنون الجميلة.
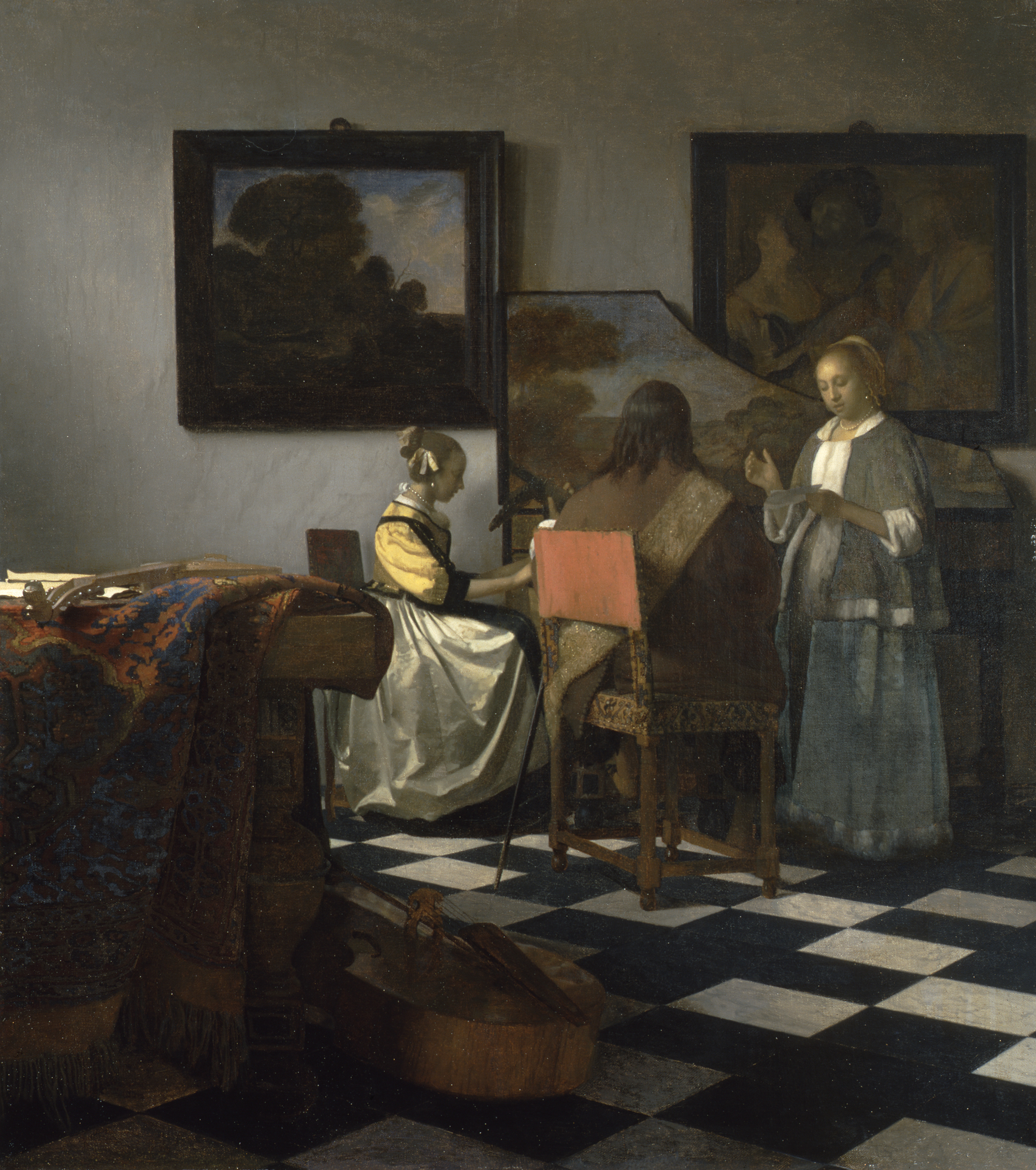
الحفلة الموسيقية بريشة يوهانس فيرمير ، بين 1664-1667 ، بوسطن ، متحف إيزابيلا ستيوارت جاردنر (مسروق منذ عام 1990).
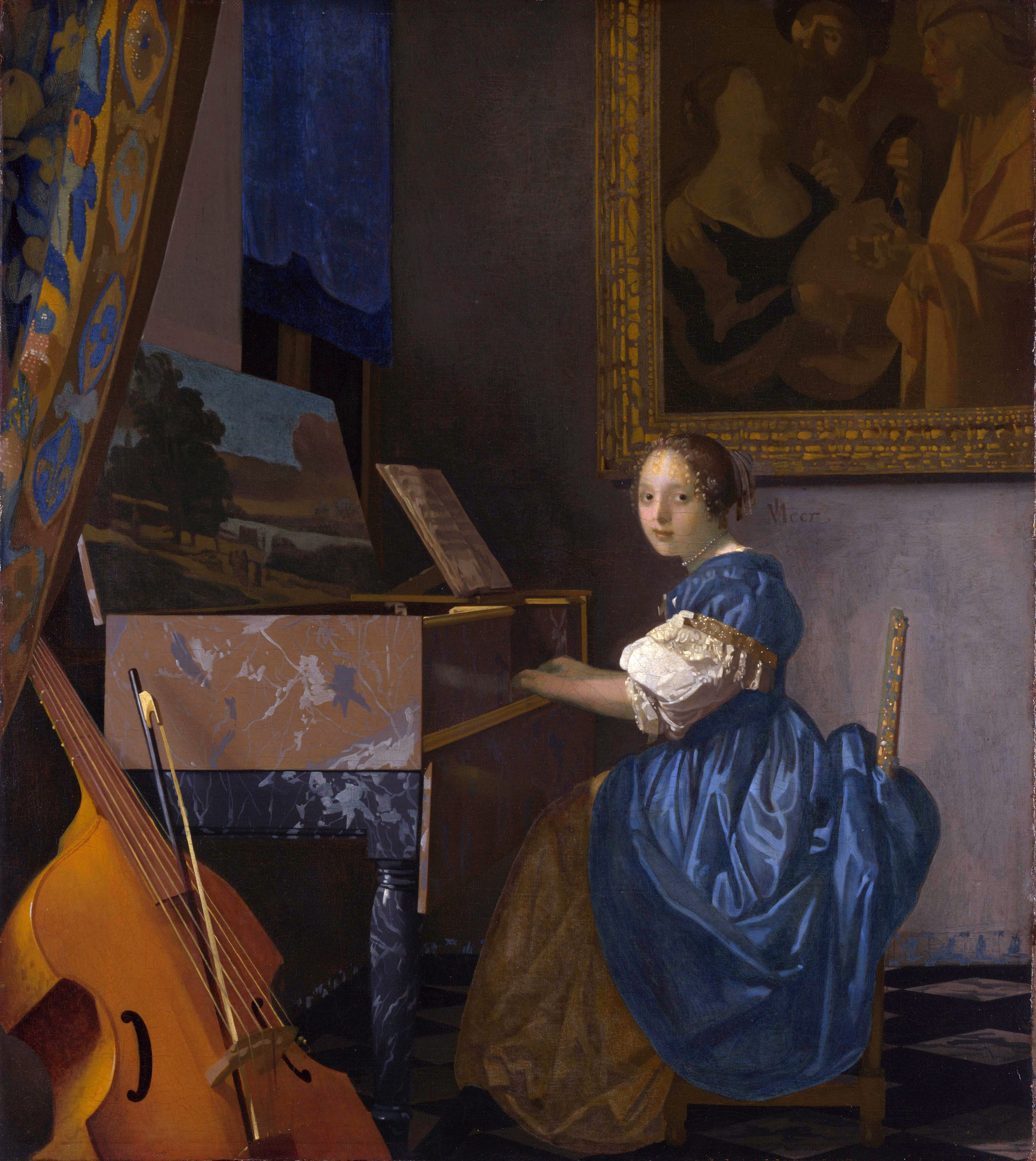
سيدة جالسة مع بيانو بريشة يوهانس فيرمير ، بين 1670-1675 ، لندن ، المتحف الوطني.

## الفنان

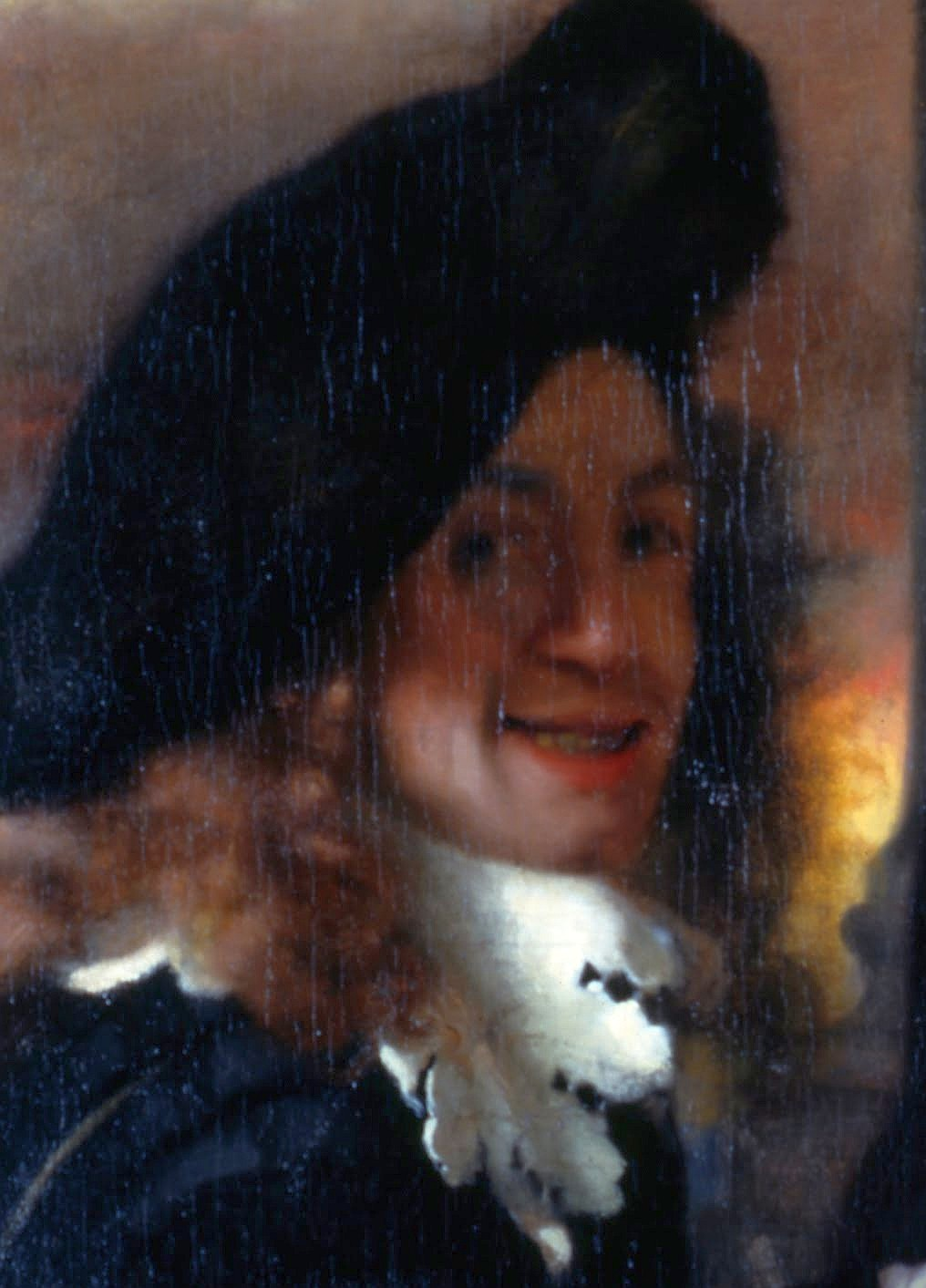
يوهانِس فيرمير